# Сатинський сільський округ (Майський район)
Сати́нська сільський округ (каз. Саты ауылдық округі, рос. Сатинский сельский округ) — адміністративна одиниця у складі Майського району Павлодарської області Казахстану. Адміністративний центр — село Сати.
Населення — 515 осіб (2021; 730 у 2009, 1280 у 1999, 2178 у 1989).
Станом на 1989 рік існувала Сатинська сільська рада (села Агіт, Кизил-Октябр, Сати) з центром у селі Кизилоктябр. Села Агіт було ліквідовано 2004 року.

## Склад
До складу округу входять такі населені пункти:
| Населений пункт | Старі назви               | Населення, осіб (1989) | Населення, осіб (1999) | Населення, осіб (2009) | Населення, осіб (2021) |
| --------------- | ------------------------- | ---------------------- | ---------------------- | ---------------------- | ---------------------- |
| Агіт, село      | -                         | 105                    | 14                     | -                      | -                      |
| Абай, село      | Сати, Кизилоктябр         | 527                    | 278                    | 207                    | 162                    |
| Сати, село      | Кизилоктябр, Кизил-Октябр | 1546                   | 988                    | 523                    | 353                    |